# Assassins (musical)
Assassins è un musical scritto da John Weidman (libretto) e Stephen Sondheim (musica e testi). L'opera usa la forma della rivista musicale mischiando vari stili musicali e cambiando il tono del raccondo a seconda della scena. Nei vari quadri vengono raccontate le storie di alcuni uomini o donne che hanno attentato, a volte riuscendoci, alla vita di alcuni presidenti americani.
Assassins debuttò off-Broadway al Playwrights Horizons il 27 gennaio 1990 ed ebbe 73 rappresentazioni. Il cast comprendeva Victor Garber, Terrence Mann, Patrick Cassidy, Debra Monk, Greg Germann e Annie Golden. Il musical avrebbe dovuto debuttare a Broadway nel 2001, ma poi venne l'11 settembre.
Assassins debuttò a Broadway il 22 aprile 2004, allo Studio 54, protagonista la Roundabout Theater Company. Lo show chiuse dopo solo 101 rappresentazioni, il 18 luglio 2004. Neil Patrick Harris ricoprì i ruoli del Balladeer e di Lee Harvey Oswald; Marc Kudisch interpretò il ruolo, riveduto e corretto, del Proprietor; Michael Cerveris, nel ruolo di John Wilkes Booth, vinse un Tony Award. La produzione fece scalpore proiettando il film di Zapruder sull'assassinio di John F. Kennedy sulla T-shirt di Lee Harvey Oswald.

## Personaggi storici
- John Wilkes Booth, assassino del presidente Abraham Lincoln
- Leon Czolgosz, assassino del presidente William McKinley
- Charles J. Guiteau, assassino del presidente James Garfield
- Giuseppe Zangara, tentò di assassinare Franklin D. Roosevelt
- Lee Harvey Oswald, assassino del presidente John F. Kennedy
- Samuel Byck, tentò di assassinare Richard Nixon
- Lynette "Squeaky" Fromme, tentò di assassinare Gerald Ford
- Sara Jane Moore, tentò di assassinare Gerald Ford
- John Hinckley, Jr., tentò di assassinare Ronald Reagan
- Emma Goldman, leader anarchica i cui discorsi, secondo l'autore, spinsero Czolgosz ad assassinare William McKinley
- David Herold, cospiratore nel complotto per uccidere Lincoln
- James G. Blaine, segretario di stato durante l'amministrazione di James Garfield
- Presidente James Garfield, 20esimo presidente degli Stati Uniti d'America
- Presidente Gerald Ford, 38esimo presidente degli Stati Uniti d'America

## Numeri musicali
- Everybody's Got the Right - Proprietor, Czolgosz, Hinckley, Guiteau, Zangara, Byck, Fromme, Moore, Booth
- The Ballad of Booth - Balladeer, Booth, David Harold
- How I Saved Roosevelt - Bystanders, Zangara
- Gun Song - Czolgosz, Booth, Guiteau, Moore
- The Ballad of Czolgosz - Balladeer, Fairgoers
- Unworthy of Your Love - Hinckley, Fromme
- The Ballad of Guiteau - Guiteau, Balladeer
- Another National Anthem - Czolgosz, Booth, Hinckley, Fromme, Zangara, Guiteau, Moore, Byck, Balladeer
- November 22, 1963 - Booth, Oswald, Guiteau, Czolgosz, Byck, Hinckley, Fromme, Moore, Zangara
- Finale: Everybody's Got the Right - Booth, Czolgosz, Moore, Guiteau, Zangara, Byck, Hinckley, Fromme, Oswald

Numeri musicali eliminati durante il rodaggio dello show o subito dopo il debutto a New York:
- Flag Song (canzone rimasta incompiuta)
- Something Just Broke (utilizzata soltanto nella versione del musical messa in scena a Londra e nel revival del 2004)

## Cast
| Ruolo                    | Descrizione                                                      | Original Off-Broadway Playwrights Horizons | London premiere Donmar Warehouse | Broadway premiere Studio 54 | London Revival Menier Chocolate Factory |
| ------------------------ | ---------------------------------------------------------------- | ------------------------------------------ | -------------------------------- | --------------------------- | --------------------------------------- |
| The Proprietor           | Proprietario del Luna Park spettrale in cui ha inizio il musical | William Parry                              | Paul Bentley                     | Marc Kudisch                | Simon Lipkin                            |
| The Balladeer            | Accompagna e commenta le canzoni degli assassini                 | Patrick Cassidy                            | Anthony Barclay                  | Neil Patrick Harris         | Jamie Parker                            |
| John Wilkes Booth        | Assassino di Abraham Lincoln                                     | Victor Garber                              | David Firth                      | Michael Cerveris            | Aaron Tveit                             |
| Charles J. Guiteau       | Assassino di James A. Garfield                                   | Jonathan Hadary                            | Henry Goodman                    | Denis O'Hare                | Andy Nyman                              |
| Leon Czolgosz            | Assassino di William McKinley                                    | Terrence Mann                              | Jack Ellis                       | James Stacy Barbour         | David Roberts                           |
| Giuseppe Zangara         | Tentò di assassinare Franklin Delano Roosevelt                   | Eddie Korbich                              | Paul Harrhy                      | Jeffrey Kuhn                | Stewart Clarke                          |
| Lynette "Squeaky" Fromme | Tentò di assassinare Gerald Ford                                 | Annie Golden                               | Catheryn Bradshaw                | Mary Catherine Garrison     | Carly Bawden                            |
| Sara Jane Moore          | Tentò di assassinare Gerald Ford                                 | Debra Monk                                 | Louise Gold                      | Becky Ann Baker             | Catherine Tate                          |
| John Hinckley, Jr.       | Stalker di Jodie Foster, tentò di assassinare Ronald Reagan      | Greg Germann                               | Michael Cantwell                 | Alexander Gemignani         | Harry Morrison                          |
| Samuel Byck              | Tentò di assassinare Richard Nixon                               | Lee Wilkof                                 | Ciarán Hinds                     | Mario Cantone               | Mike McShane                            |
| Lee Harvey Oswald        | Uccise John Fitzgerald Kennedy                                   | Jace Alexander                             | Gareth Snook                     | Neil Patrick Harris         | Jamie Parker                            |
| David Herold             | Complice di Booth nell'assassinio di Abraham Lincoln             | Marcus Olson                               | Kevin Walton                     | Brandon Wardell             |                                         |
| Emma Goldman             | Anarchica e femminista statunitense                              | Lyn Greene                                 | Sue Kelvin                       | Anne L. Nathan              | Melle Stewart                           |

## Riconoscimenti
Vincitore di 5 Tony Award nel 2004:
- Miglior revival di un musical
- Miglior attore in un musical - Michael Cerveris
- Miglior light design in un musical Peggy Eisenhauer e Jules Fisher
- Miglior regia di un musical - Joe Mantello
- Miglior orchestrazione di un musical - Michael Starobin

Marc Kudisch fu inoltre nominato per un Drama Desk Award quale Outstanding Featured Actor in a Musical.